# دنی رز (بازیکن فوتبال)
دنی رز (انگلیسی: Danny Rose؛ زادهٔ ۱۰ دسامبر ۱۹۹۳) بازیکن فوتبال اهل بریتانیا است.
از باشگاه‌هایی که در آن بازی کرده‌است می‌توان به باشگاه فوتبال بارنزلی و باشگاه فوتبال بری اشاره کرد.